# Priorij van Sint-Maartensdal

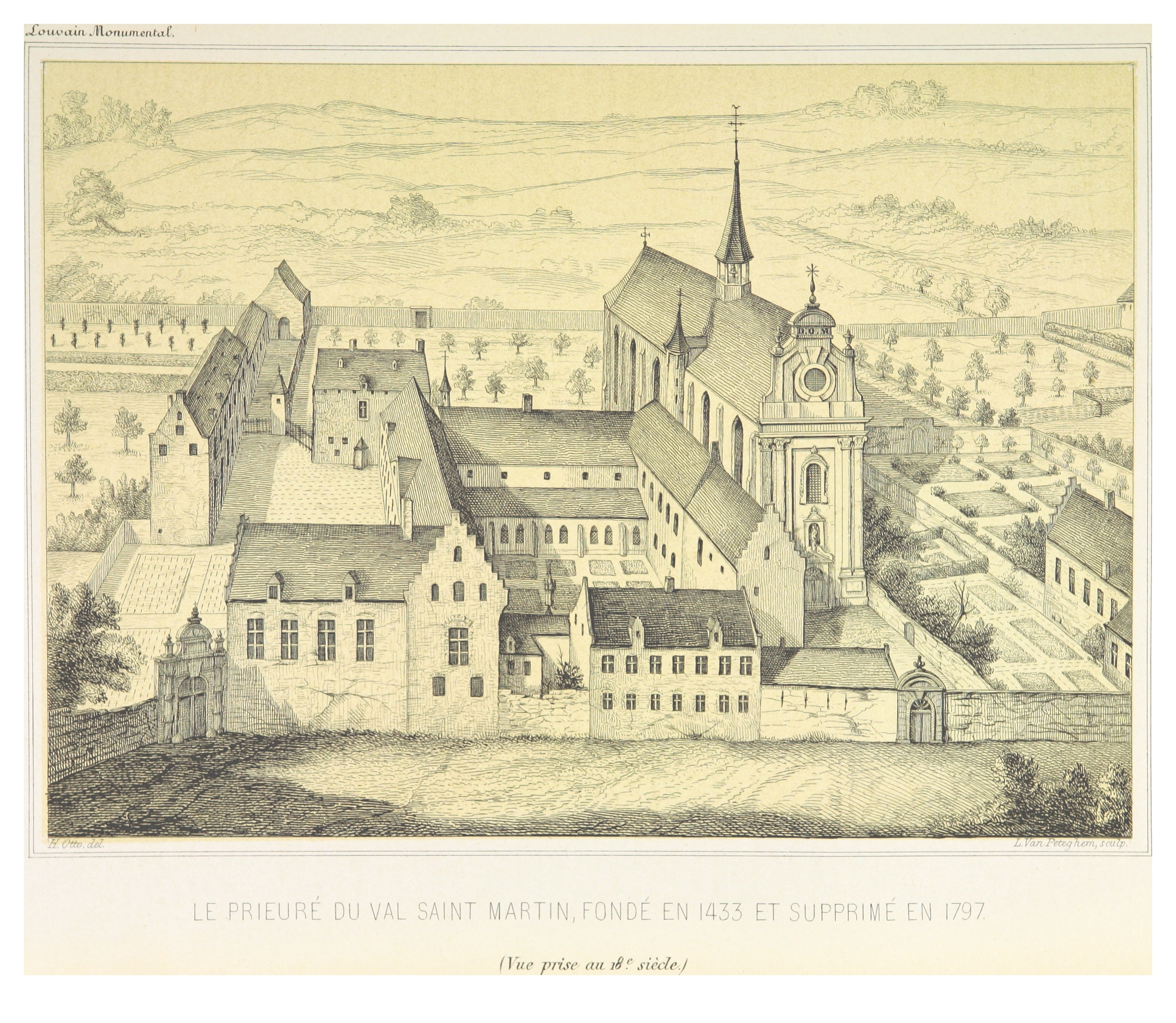
Voormalige priorij van Sint-Maartensdal in Leuven (België)

De priorij van Sint-Maartensdal was een klooster(complex) van de reguliere kanunniken in het hartje van Leuven van 1408, vlak voor de stichting van de Leuvense universiteit, tot 1784, hervormingsjaar van de kloosters door de Oostenrijkse keizer Jozef II.

## Pedagogie van de universiteit
Henri Wellens van het kapittel van Sint-Pieterskerk in Leuven kocht voor zichzelf en zijn moeder in 1408 een huis met strooien dak en ruime tuin in de Grymstraat, wat vandaag de Sint-Maartensstraat in Leuven is. Deze straat lag toen buiten de bebouwde zone van het oude stadscentrum. Wellens was oud-student van de universiteit van Keulen, baccalaureus in de theologie en master in de Artes (vrije kunsten). Bij de oprichting van de universiteit van Leuven, was hij bij de eerste professoren die er les gaven in de faculteit der Artes. Wellens richtte zijn huis in als pedagogie, niet ongewoon in die tijd. Studenten in de Artes verbleven er en konden er eventueel bijlessen volgen in bijvoorbeeld grammatica van Latijn.

## Reguliere broeders
Bij testament schonk Wellens zijn pedagogie aan de Broeders van het Gemene Leven, een religieuze groepering die haar oorsprong had in Deventer. Deze beweging, de Moderne Devotie, was gerenommeerd in de Nederlanden voor de betrokkenheid bij en invloed op de kapittelschool in Deventer en later ook in andere steden. Deze orde stuurde twee broeders om dit nieuwe klooster volgens haar principes uit te bouwen, met aandacht voor onderwijs van de jeugd doch voor kalligrafie en handschriften. Honderd jaar later telde het klooster een 50-tal jongeren. De Latijnse naam was Domus seu Congregatio Clericorum, in platea dicta de Grymstrate. De directeur van de Pedagogie De Lelie, Carolus Viruli, was een mecenas van dit klooster. Een beroemde broeder van Sint-Maartensdal was Nicolaas van Winghe, auteur van de Leuvense Bijbelvertaling (1548).

## Academisch klooster tot in de tijd van keizer Jozef II
Redelijk snel bekwamen de Broeders van het Gemene Leven de toelating om een kerk te bouwen. De toelating werd hen gegeven door het kapittel van de Sint-Pieterskerk. Op de naamdag van de Sint-Maarten werd de kerk ingehuldigd. Vandaar kreeg het klooster van de broeders de naam van Vallei van Sint-Maarten, of in het Latijn, Monasterium vallis Sancti Martini in Lovanio. De naam 'vallei' duidt op het eerder landelijk karakter van de wijk van de stad. Vanaf 1572 maakte de priorij van Sint-Maartensdal deel uit van de universiteit. De bibliotheek van de priorij was toen een speerpunt van academisch werk in Leuven. Een sombere bladzijde uit de geschiedenis van de priorij waren de Godsdienstoorlogen in de 16de eeuw: de priorij liep leeg door de broeders die vluchtplaatsen zochten. In de 17de eeuw gaven de aartshertogen Albrecht en Isabella de toelating dat monniken uit het vernielde klooster Maria's Troon uit Grobbendonk zich aansloten bij de priorij. Sint-Maartensdal mocht zich voortaan noemen 'Maria's Troon in Sint-Maarten' doch tot een verdere expansie kwam het niet meer. De vraag in Rome om een priesterseminarie te mogen oprichten, werd afgewezen. De laatste grote bouwwerken dateerden van begin 1700. De Oostenrijkse keizer Jozef II sloot het in zijn ogen nutteloze klooster in 1784. Alle goederen werden verkocht om een religieus fonds te spijzen; de Oostenrijkers maakten van de kloostergebouwen een kazerne van 1784 tot 1790. Deze klap kwam Sint-Maartensdal niet meer te boven, bij terugkeer van de broeders in 1790.

## Franse Revolutie en definitieve sluiting
Van 1794 tot 1795 werden de broeders opnieuw verjaagd, ditmaal door het Frans bestuur in Leuven. De Fransen richtten er een militair hospitaal in. In 1796 was het echt gedaan en verlieten de laatste elf broeders Sint-Maartensdal. De dertigste en laatste prior van Sint-Maartensdal, Jacques-Guillaume Bosmans, stierf in 1797. In de jaren nadien begon de afbraak, al dan niet georganiseerd.

## 19e eeuw
In de 19e eeuw dienden de gebouwen van Sint-Maartensdal meer en meer als kazernegebouwen, voor het Belgisch leger. Het ging om zowel infanterie als cavalerie. De stad Leuven liet er nog uitgebreide paardenstallen bouwen in 1835. De soldaten sliepen in een slaapzaal, die ooit de refter van de priorij was, met bas-reliëf plafonds met religieuze motieven. De kazerne was in Leuven gekend als de Sint-Maartenskazerne.

## 20e eeuw

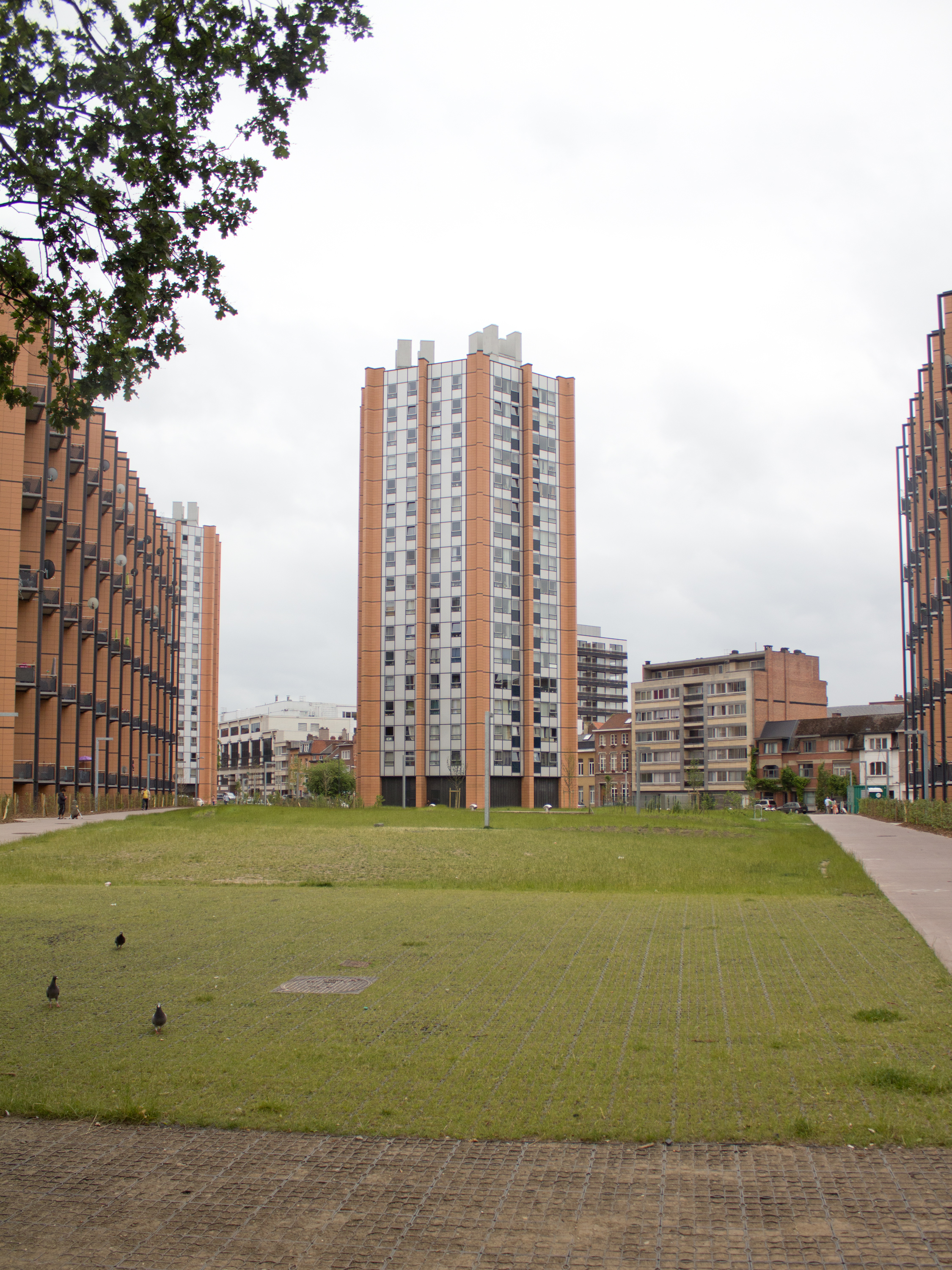
Torenflat van het Sint-Maartensdalcomplex, Leuven.

In de jaren '50 van de 20e eeuw besliste het stadsbestuur van Leuven dat de resterende gebouwen van de kazerne afgebroken konden worden. Een terrein van meer dan 4 hectare kwam vrij in het stadscentrum. Het stadsbestuur koos voor moderne hoogbouw, wat de skyline van Leuven typeerde.